# Beishanodon
Beishanodon es un género extinto de sinápsidos eucinodontos de la familia Trirachodontidae que existió durante el Triásico Inferior en China. La especie tipo es Beishanodon youngi.